# Campionati europei di ciclismo su pista 2017 - Corsa a eliminazione femminile
La gara a eliminazione femminile ai Campionati europei di ciclismo su pista 2017 si è svolta il 19 ottobre 2017 presso il Velodrom di Berlino, in Germania.

## Podio
| Pos.    | Atleta                    | Nazionalità |
| ------- | ------------------------- | ----------- |
| Oro     | Kirsten Wild              | Paesi Bassi |
| Argento | Evgenija Augustinas       | Russia      |
| Bronzo  | Maria Giulia Confalonieri | Italia      |

## Risultati
| Posizione | Atleta                    | Nazione       |
| --------- | ------------------------- | ------------- |
| 1         | Kirsten Wild              | Paesi Bassi   |
| 2         | Evgenija Augustinas       | Russia        |
| 3         | Maria Giulia Confalonieri | Italia        |
| 4         | Lotte Kopecky             | Belgio        |
| 5         | Eleanor Dickinson         | Gran Bretagna |
| 6         | Trine Schmidt             | Danimarca     |
| 7         | Romy Kasper               | Germania      |
| 8         | Olivija Baleišytė         | Lituania      |
| 9         | Valentine Fortin          | Francia       |
| 10        | Ana Usabiaga              | Spagna        |
| 11        | Lucie Hochmann            | Rep. Ceca     |
| 12        | Lydia Boylan              | Irlanda       |
| 13        | Tereza Medveďová          | Slovacchia    |
| 14        | Aline Seitz               | Svizzera      |
| 15        | Polina Pivovarova         | Bielorussia   |
| 16        | Monika Graczewska         | Polonia       |
| 17        | Verena Eberhardt          | Austria       |
| 18        | Tetyana Klimchenko        | Ucraina       |